# Santa Sofia d'Epiro
Santa Sofia d'Epiro (på arberesjiska Shën Sofia) är en ort och kommun i provinsen Cosenza i regionen Kalabrien i Italien. Kommunen hade 2 470 invånare (2018).
Staden har en betydande invånarantal av arberesjiskt härkomst och det arberesjiska språket talas av invånarna.[källa behövs]